# Daïra de Taleb Larbi
La daïra de Taleb Larbi est une daïra d'Algérie située dans la wilaya d'El Oued et dont le chef-lieu est la ville éponyme de Taleb Larbi.

## Localisation
La daïra est située au nord-est, à l'est et au sud de la wilaya d'El Oued.

## Communes de la daïra
La daïra est composée de trois communes : Beni Guecha, Douar El Ma et Taleb Larbi.